# 那須資持
那須 資持（なす すけもち）は、室町時代中期から後期にかけての武将。那須氏（下那須家）当主。下野国烏山城主。
下那須家当主・那須資重の子として誕生。
父の代で分裂した上那須家の那須氏資と対立したが、決着はつかなかった。永享10年（1438年）の永享の乱においては鎌倉公方・足利持氏を支持し、享徳3年（1455年）からの享徳の乱においては持氏の子・成氏に与し上杉氏や下野宇都宮氏と抗争した。
足利成氏の要請を受け、享徳4年（1455年）4月19日に芳賀郡茂木城を攻め、同年5月1日には挙兵した宇都宮等綱に対し守備を固めている。また、宇都宮等綱の挙兵に激怒した成氏から等綱を非難する書状を受け取っている。
家督は子・資実が継承し、次男・興野持隆は分家して興野氏を興した。